# Trận Bataan
Trận Bataan là một trận đánh ác liệt nhất trong Chiến dịch Philippines 1941-1942. Vào tháng 1 năm 1942, các lực lượng Lục quân và Hải quân Đế quốc Nhật Bản xâm lược Luzon và một số đảo thuộc quần đảo Philippines sau cuộc tấn công Trân Châu Cảng hồi tháng 12 năm 1941. Vị Tổng Tư lệnh của các lực lượng Mỹ và Philippines, tướng Douglas MacArthur đã tập hợp tất cả lực lượng phòng ngự trên bán đảo Bataan để chống lại cuộc tấn công của quân đội Nhật Bản. Đến thời điểm này, người Nhật kiểm soát hầu như toàn bộ khu vực Đông Nam Á, bán đảo Bataan và đảo Corregidor là những tuyến phòng thủ còn lại của quân Đồng Minh trong khu vực. Tại đây quân Nhật tập trung 75.000 quân, hơn 100 khẩu pháo các loại và hàng trăm máy bay để tấn công Bataan, quân Đồng Minh có hơn 100.000 người, tuy nhiên họ không có hải quân ứng cứu, phía sau lưng lại là biển, nên tất cả đã bị giết hoặc bị bắt. Ngay sau đó, 70.000 tù binh Mỹ, Philippines bị buộc phải tham gia Cuộc hành quân chết chóc Bataan. Đây được xem là thất bại lớn nhất trong lịch sử quân sự Mỹ, và là lần đầu hàng lớn nhất kể từ sau trận Harper Ferry trong cuộc Nội chiến Mỹ.

## Bối cảnh
Việc chiếm giữ quần đảo Philippines được xem là rất quan trọng cho nỗ lực của Nhật Bản để kiểm soát vùng Tây Nam Thái Bình Dương, nắm bắt các nguồn tài nguyên-khoáng sản phong phú ở Đông Ấn thuộc Hà Lan và bảo vệ vùng rìa của khu vực Đông Nam Á. Sau khi máy bay từ tàu sân bay Nhật tấn công Hạm đội Thái Bình Dương tại Trân Châu Cảng vào ngày 7 tháng 12 năm 1941 (8 tháng 12, giờ Manila), dựa trên các sân bay bố trí ở Đài Loan, chỉ trong vòng bảy tiếng đồng hồ, không quân Nhật đã tấn công căn cứ không quân Mỹ ở phi trường Clark, nơi tập kết của không lực Viễn Đông Hoa Kỳ, các sân bay Iba ở Zambales, Nichols ở Manila và các trụ sở của Hạm đội Asiatic Hoa Kỳ cũng bị ném bom và bắn phá, nhiều máy bay Mỹ đậu trên đường băng không thể cất cánh đều bị phá hủy. Trong một ngày, người Nhật đã giành được ưu thế trên bầu trời Philippines, điều đó khiến Mỹ phải rút toàn bộ các tàu nổi còn sót lại của Hạm đội Asiatic xuống phía Nam, họ chỉ để lại lực lượng tàu ngầm để chiến đấu với quân Nhật.
Từ ngày 8-10 tháng 12, các lực lượng không quân rải rác còn sót lại của Mỹ đã tập hợp lại ở Bataan và thành phố Vigan. Những chiếc máy bay ném bom B-17, thường có rất ít hoặc không có máy bay chiến đấu hộ tống, đã tấn công đoàn tàu vận tải Nhật tại Gonzaga và tham gia đánh chặn cuộc đổ bộ tại Vigan ở phía Bắc Luzon.
Trong một cuộc tấn công cuối cùng của Không lực Viễn Đông, hai máy bay Mỹ đã làm hư hại thiết giáp hạm Nagato, một tàu khu trục, hai tàu vận tải và đánh chìm một tàu quét mìn. Những cuộc tấn công của không quân Mỹ tuy gây cho quân Nhật nhiều khó khăn, nhưng nó vẫn không làm trì hoãn cuộc tấn công chính của quân Nhật.